# Аренсхоп
Аренсхоп (њем. Ahrenshoop) општина је у њемачкој савезној држави Мекленбург-Западна Померанија. Једно је од 64 општинска средишта округа Нордфорпомерн. Према процјени из 2010. у општини је живјело 721 становника. Посједује регионалну шифру (AGS) 13057002.

## Географија
Аренсхоп се налази у савезној држави Мекленбург-Западна Померанија у округу Нордфорпомерн. Општина се налази на надморској висини од 3 метра. Површина општине износи 5,2 km².

## Становништво
У самом мјесту је, према процјени из 2010. године, живјео 721 становник. Просјечна густина становништва износи 138 становника/km².